# Marc Lifschey
Marc Lifschey (Nova York, 16 de juny, 1926 - Portland, Oregon, 8 de novembre, 2000), va ser un oboista nord-americà que va tocar l'oboè principal per a la Cleveland Orchestra, la San Francisco Symphony, la Metropolitan Opera Orchestra i la Buffalo Philharmonic Orchestra al llarg de la seva vida.

## Carrera
Marc Lifschey va néixer a Nova York. El seu pare, Elias Lifschey, era un violista que era membre de l'Orquestra Simfònica de la NBC. Lifschey va assistir al Curtis Institute of Music, on va estudiar amb Marcel Tabuteau. Lifschey va tocar a la Filharmònica de Buffalo durant un curt període abans de ser nomenat oboè principal de l'Orquestra Simfònica Nacional, càrrec que va ocupar entre 1948 i 1950. Després de tocar amb l'Orquestra Simfònica Nacional, Lifschey es va convertir en el primer oboè de l'Orquestra de Cleveland sota la direcció de George Szell. Lifschey va ocupar aquest càrrec entre 1950 i 1965, amb l'excepció de la temporada 1959-1960, durant la qual va tocar oboè principal per a la Metropolitan Opera Orchestra. Després d'abandonar Cleveland a causa d'un xoc de personalitat famosa amb Szell, Lifschey va anar a la San Francisco Symphony, on va ser co-director sota Josef Krips abans de ser nomenat principal per dret propi.

Pel que fa a aquest enfrontament amb Szell, Marcia Hansen Kraus (l'esposa del 2n oboista que acaba de marxar Felix Kraus) escriu:
El 4 de gener de 1965 el volcà va entrar en erupció. Durant l'assaig d'aquell matí, un destacat solo d'oboè a la Cinquena Simfonia de Prokofiev va donar a Lifschey l'oportunitat d'expressar el seu menyspreu per Szell, els seus col·legues i qualsevol altra cosa que el molestés aquell matí, probablement una canya pèssima. Va tocar deliberadament el seu solo un quart de to bemoll. Szell el va ignorar. En Marc, com de costum, només era Marc. Quan el passatge es va repetir uns minuts després, però, Lifschey el va tocar encara més ferotgement desafinat. Aquesta vegada Szell va haver de reaccionar. Continuar aguantant la insubordinació de Lifschey davant de cent músics seria una pèrdua important de cara, una humiliació que no s'hauria de suportar. Va aturar la música i es va dirigir al seu oboista principal. "Ara Marc, què li passa al terreny de joc?" va preguntar, probablement conscient que Lifschey estava buscant una oportunitat per ser obstreper. "Aquest és el camp que toco. Si no t'agrada, fes-te un altre noi", va respondre Lifschey.
"Marc, si no et pots comportar, puja les escales i presenta la teva renúncia", va dir Szell.
Un silenci va caure sobre l'orquestra quan els intèrprets es van adonar del que estava passant. En el silenci que va seguir, Lifschey va treure la canya del seu oboè i la va mantenir en alt. Compartint-lo en dos, va dir: "He pres catorze anys i n'hi ha prou". Llavors va travessar els estands de música, va jurar per sota de la respiració i va sortir de l'escenari. Szell va cridar després d'ell: "Ara te'n vas i no tornaràs mai més".
El 1984, William Redington Hewlett va dotar la cadira a Edo de Waart per a oboè principal, un seient que va ocupar Lifschey fins que es va retirar de l'orquestra el 1986.
Lifschey també va ser un professor establert que va ser membre de la facultat del Conservatori de Música de San Francisco i de la Jacobs School of Music, part de la Universitat d'Indiana.

## Mort
Lifschey va morir als 74 anys per un trastorn de la medul·la òssia.